# Eugene V. Debs

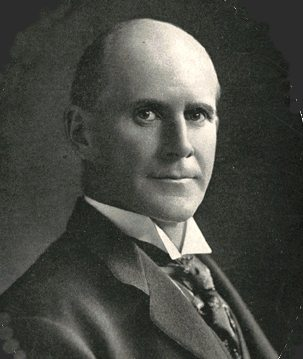
Eugene Debs (1912)

Eugene Victor Debs (* 5. November 1855 in Terre Haute, Indiana; † 20. Oktober 1926 in Elmhurst, Illinois) war ein US-amerikanischer Sozialist, der in der Arbeiterbewegung aktiv war und fünfmal für die Sozialistische Partei Amerikas für das Amt des US-Präsidenten kandidierte.

## Leben

### Frühes Leben
Debs’ Eltern, die zur Mittelschicht gehörten, waren Einwanderer aus dem elsässischen Colmar, die sich in Terre Haute niedergelassen hatten, wo Debs auch den Großteil seines Lebens verbrachte. Im Alter von 14 Jahren verließ er den Ort, um bei verschiedenen Eisenbahnen als Heizer zu arbeiten. Fünf Jahre später kehrte er nach Terre Haute zurück, wo er zunächst als Angestellter in einem Lebensmittelladen tätig war. 1875 wurde er Gründungsmitglied der örtlichen Abteilung der Eisenbahnerbruderschaft der Heizer. Dort stieg er rasch in der Hierarchie auf und wurde zunächst stellvertretender Redakteur ihrer Zeitschrift und 1880 Redakteur und Generalsekretär. Gleichzeitig wurde er in der Ortspolitik bekannter und als Demokrat in das Repräsentantenhaus von Indiana gewählt.
Aus gewerkschaftlicher Sicht waren die Eisenbahnerbruderschaften vergleichsweise konservativ, mit ihrem Schwerpunkt eher auf genossenschaftlichen Aspekten sowie Dienstleistungen für ihre Mitglieder, statt auf Tarifverhandlungen. Auch Debs folgte ursprünglich dieser Linie und befürwortete die großen Streiks von 1877 nicht. Debs revidierte, vor dem Hintergrund der schlechten Arbeitsbedingungen bei der Eisenbahn, diese Einstellung später und wurde überzeugt, dass Bedarf bestünde für eine einheitlichere und konfrontative Arbeitsweise. Er trat als Generalsekretär zurück und gründete 1893 die erste industrielle Gewerkschaft der USA, die Amerikanische Eisenbahnergewerkschaft (American Railway Union oder ARU). Diese Gewerkschaft führte im April 1894 eine Streikaktion gegen die Great Northern Railway durch, bei der die meisten ihrer Forderungen erfüllt wurden.

### Pullman-Streik
Debs beteiligte sich auch am Pullman-Streik im Mai 1894. Dieser wilde Streik erwuchs aus den Auseinandersetzungen um die Ausgleichszahlungen an jene Arbeiter, die die Waggons der Pullman Palace Car Company gefertigt hatten. Die Pullman Company hatte wegen Einkunftseinbrüchen nach der Konjunkturflaute von 1893 die Löhne ihrer Arbeiter um 28 Prozent gekürzt und zahlreiche Arbeiter entlassen. Die Arbeiter, von denen viele bereits Mitglieder der American Railway Union (ARU) waren, riefen die Gewerkschaft bei ihrer Versammlung in Chicago um Unterstützung an. Debs versuchte die Gewerkschaftsmitglieder zu überzeugen, dass ein Sympathiestreik zu riskant sein würde, angesichts der Feindseligkeit der Eisenbahngesellschaft und der Bundesregierung, der Schwäche der Eisenbahnergewerkschaft und der Gefahr, dass andere Gewerkschaften den Streik brechen könnten. Die ARU ignorierte seine Warnungen und weigerte sich, Pullman-Züge oder mit ihnen verbundene Waggons zu rangieren, einschließlich jener Wagen, die Post beförderten. Debs entschloss sich, doch am Streik teilzunehmen, der von fast allen Mitgliedern der ARU in der Gegend von Chicago getragen wurde. Die Streikenden setzten unter Debs’ Führung Boykotts von Pullman-Waggons durch. Trotz seines anfänglichen Zauderns wurde der Streik unter dem Namen „Debs’ Rebellion“ bekannt.
Die Bundesregierung griff nun ein und der Generalstaatsanwalt erwirkte am 2. Juli vor einem Bundesgericht mit Hilfe des Sherman Antitrust Act ein Verbot jeglicher Streikunterstützung durch die Eisenbahnergewerkschaft. Diese Verfügung wurde damit begründet, dass die Streikenden die Eisenbahngesellschaft behindert hätten, indem sie nicht zur Arbeit erschienen seien. Schließlich kam es zum Einsatz von Armeeeinheiten, mit der Begründung, der Streik behindere die Postzustellung. Dies provozierte eine gewaltsame Reaktion der Streikenden, die bis dahin friedlich geblieben waren. Der Ausstand kostete insgesamt 13 Menschen das Leben, 57 wurden verletzt. Der Sachschaden wurde auf 80 Millionen US-Dollar geschätzt. Am 2. August 1894 war der Streik beendet. Die Pullman Company nahm ihren Betrieb wieder auf, stellte aber Streikführer nicht wieder ein. Die Beschäftigten mussten unterschreiben, sich nicht mehr gewerkschaftlich zu organisieren.
Gewerkschaftschef Debs und andere ARU-Führer wurden als „Verschwörer“ angeklagt. Der später berühmte Anwalt und Bürgerrechtler Clarence Darrow übernahm seine Vertretung, konnte aber einen Schuldspruch wegen „Störung des Postverkehrs“ nicht verhindern. Debs wurde im Mai 1895 zu sechs Monaten Gefängnis verurteilt und erst am 22. November 1895 wieder freigelassen.

### Sozialistenführer
Diese Erfahrung radikalisierte Debs noch weiter: War er vor dem Streik noch kein Sozialist, so las er in seiner Gefangenschaft die Werke von Karl Marx und begann, sich für den Sozialismus zu begeistern. Er kandidierte für das Präsidentenamt, zunächst im Jahr 1900 als Mitglied der amerikanischen Sozialdemokratischen Partei, später für die Sozialistische Partei in den Jahren 1904, 1908, 1912 und – obwohl in Haft – 1920.
Debs stand dem Wahlvorgang jedoch kritisch gegenüber und misstraute den politischen Zugeständnissen, die Victor L. Berger und andere Sozialisten zu machen gezwungen waren. Debs legte dagegen mehr Wert auf die Organisation der Arbeiter, insbesondere in der Industrie. Debs lehnte allerdings auch den apolitischen Syndikalismus ab, der teilweise in der Organisation Industrial Workers of the World (IWW) gepflegt wurde. Obwohl er die IWW anfangs unterstützte, war er später über ihre, wie er meinte, verantwortungslose Befürwortung von direkter Aktion, insbesondere der Anwendung von Sabotage, entsetzt.
Obwohl Debs die apolitische reine und einfache Gewerkschaftsarbeit der Eisenbahnerbruderschaften und der Handwerksverbände  innerhalb der American Federation of Labor kritisierte, praktizierte er selbst eine Form des reinen und einfachen Sozialismus, der die bestehende Macht des Rassismus unterschätzte, den er als einen Aspekt kapitalistischer Ausbeutung betrachtete. Wie Debs 1903 schrieb, habe die Partei kein spezifisches Angebot für die afroamerikanische Bevölkerung und könne auch nicht auf die Bedürfnisse aller Rassen eingehen. Die Sozialistische Partei sei die Partei der arbeitenden Klasse, unabhängig von deren Hautfarbe, der gesamten arbeitenden Klasse der ganzen Welt. Debs war in dieser Beziehung fortschrittlicher als viele andere in der Sozialistischen Partei: Während all seiner Jahre als Sozialist lehnte er Rassismus ab, er weigerte sich, in den südlichen Bundesstaaten zu nach Rassen getrenntem Publikum zu sprechen, D.W. Griffiths „Birth of a Nation“ verurteilte er.

### Persönliche Wirkung
Debs war ein charismatischer Redner, der sich im Christentum gebräuchlicher Formulierungen bediente und auch in seinem Redestil an christliche Prediger erinnerte, obwohl er organisierten Religionsgemeinschaften eher ablehnend gegenüber stand. In einem Nachruf auf Debs zitierte Heywood Broun einen befreundeten Sozialisten wie folgt:

“That old man with the burning eyes actually believes that there can be such a thing as the brotherhood of man. And that's not the funniest part of it. As long as he's around I believe it myself.”

„Dieser alte Mann mit den brennenden Augen glaubt tatsächlich, dass etwas wie eine allgemeine Brüderschaft der Menschheit möglich sei. Und das allein ist nicht das Lustigste. Solange ich mich in seiner Gegenwart befinde, glaube ich dann selbst daran.“

Debs selbst war nicht von seinem Können als Redner überzeugt, wie er es auch seine Zuhörer bei einer Rede 1910 in Utah wissen ließ:

“I am not a Labor Leader; I do not want you to follow me or anyone else; if you are looking for a Moses to lead you out of this capitalist wilderness, you will stay right where you are. I would not lead you into the promised land if I could, because if I lead you in, some one else would lead you out. YOU MUST USE YOUR HEADS AS WELL AS YOUR HANDS, and get yourself out of your present condition.”

„Ich bin kein Arbeiterführer; Ich wünsche nicht, dass ihr mir oder irgendjemand anderem folgt; falls ihr nach einem Moses sucht, der euch aus dieser kapitalistischen Wildnis heraus führt, werdet ihr bleiben, wo ihr jetzt schon seid. Selbst wenn ich es könnte, würde ich euch nicht in das gelobte Land führen, weil, wenn ich euch hinführen würde, würde euch jemand anderes herausführen. Ihr müsst euch selbst euerer Köpfe und Hände bedienen, um aus eurer jetzigen Situation heraus zu kommen.“

### Erneute Inhaftierung
Eine von Debs am 16. Juni 1918 in Canton, Ohio, gehaltene Rede, in der er sich gegen den Ersten Weltkrieg aussprach, trug ihm am 30. Juni die Inhaftierung und Anklage nach dem Sedition Act von 1918 ein. Wegen zehnfachen Aufrufs zum Widerstand wurde er am 18. September 1918 zu einer Haftstrafe von zehn Jahren und lebenslangem Entzug der Bürgerrechte verurteilt. Vor der Urteilsverkündung sprach er die folgenden Worte, die wohl zu denjenigen von ihm gehören, an die man sich am besten erinnern kann:

“Your Honor, years ago I recognized my kinship with all living beings, and I made up my mind that I was not one bit better than the meanest on earth. I said then, and I say now, that while there is a lower class, I am in it, and while there is a criminal element I am of it, and while there is a soul in prison, I am not free.”

„Euer Ehren, vor Jahren erkannte ich meine Verwandtschaft mit allen lebenden Wesen und mir wurde bewusst, dass ich kein bisschen besser war als der Gemeinste auf der Erde. Ich sagte damals und ich sage heute, dass es sehr wohl eine Unterschicht gibt, und ich gehöre ihr an. Solange es kriminelle Elemente gibt, bin ich ein Teil davon, und solange eine Menschenseele im Gefängnis sitzt, bin ich nicht frei.“

Debs focht seine Verurteilung bis zum Obersten Gerichtshof der Vereinigten Staaten an. In seinem Urteil in diesem Fall Debs v. United States nahm das Gericht Bezug auf mehrere Äußerungen von Debs zum Ersten Weltkrieg. Debs hatte in seinen Reden sorgfältig darauf geachtet, nicht gegen den Espionage Act zu verstoßen. Das Gericht stellte jedoch fest, dass er die Absicht verfolgte, die Einberufung und Ausbildung wehrpflichtiger Soldaten zu hintertreiben. Unter anderem zitierte das Gericht, dass Debs die wegen ihrer Dienstverweigerung inhaftierten Wehrpflichtigen lobte. Nach Meinung des Richters Holmes unterschied sich Debs' Fall kaum von dem Fall Schenck v. United States zugrunde liegenden Sachverhalt, in dem das Gericht bereits Strafurteile der Vorinstanzen bestätigt hatte.
Am 13. April 1919 trat er die Haftstrafe im Bundesgefängnis in Atlanta, Georgia an. Während der Haftzeit kandidierte er im November 1920 bei der Wahl um das Amt des US-Präsidenten. Dabei erzielte er mit 913.664 Stimmen mit 3,4 % das absolut höchste Ergebnis eines Präsidentschaftskandidaten der Sozialistischen Partei Amerikas. Er hatte sogar geringfügig mehr Stimmen als bei seiner vorherigen Kandidatur im Jahr 1912, als er bei kleinerer Wahlbevölkerung (Einführung des Frauenwahlrechts im August 1920) einen Anteil von sechs Prozent der Stimmen gewann, das beste Ergebnis, das ein Sozialist je bekam.
Am 25. Dezember 1921 wurde Debs aus dem Gefängnis entlassen, nachdem Präsident Warren G. Harding ihm die restliche Haftzeit erlassen hatte. Debs konnte sich jedoch nicht mehr vollständig von den Krankheiten erholen, die sich während seiner Haftzeit entwickelt hatten. Er verstarb am 20. Oktober 1926 an Herzversagen. 1976 wurden ihm posthum die Bürgerrechte wieder zuerkannt.

## Schriften
- Walls & Bars. Socialist Party, Chicago IL 1927.
- Debs. His Life, Writings and Speeches. With a Department of Appreciations. University Press of the Pacific, Honolulu HI 2002, ISBN 1-4102-0154-6.
- J. Robert Constantine (Hrsg.): Gentle Rebel. Letters of Eugene V. Debs. University of Illinois Press, Urbana IL u. a., ISBN 0-252-06324-4.
- J. Robert Constantine, Gail Malmgreen (Hrsg.): The papers of Eugene V. Debs, 1834–1945. A guide to the microfilm edition. Microfilming Corporation of America, Glen Rock NJ 1983, ISBN 0-667-00699-0.